# 2382 Ноні
2382 Ноні (2382 Nonie) — астероїд головного поясу, відкритий 13 квітня 1977 року.
Тіссеранів параметр щодо Юпітера — 3,064.